# Вилениус, Вальдемар
Вальдемар Вилениус (швед. Waldemar Wilenius; 26 октября 1868, Тавастгус — 21 сентября 1940, Хельсинки) — финский архитектор.

## Биография
Родился 26 октября 1868 года в Тавастгусе, в Великом княжестве Финляндском.
В 1889 году окончил Политехнический институт в Гельсингфорсе.
Также учился в Стокгольмской Академии художеств и в Высшей технической школе в Берлине.
После возвращения в Финляндию работал в национальном строительном бюро, где занимал различные позиции, а позже основал свою архитектурную мастерскую, вёл полемику в печати.
Скончался 21 сентября 1940 года в Хельсинки.

## Творчество
| Город        | Объект            | Фото | Год  | Адрес                                            | Комментарии |
| ------------ | ----------------- | ---- | ---- | ------------------------------------------------ | ----------- |
| Гельсингфорс | Дом «Контио»      |      | 1898 | Kruunuvuorenkatu 5 / Kauppiaankatu 1-3, Helsinki |             |
| Гельсингфорс | «Усадьба Гуннебо» |      | 1905 | Pietarinkatu 23 / Huvilakatu 18, Helsinki        |             |
| Гельсингфорс | Дом «Мерилинна»   |      | 1900 | Merikatu 1 / Neitsytpolku 2, Helsinki            |             |
| Кеми         | Павильон в парке  |      | 1893 | Kemi                                             |             |